# Жутово 1-е
Жутово 1-е (рос. Жутово 1-е) — село у Октябрському районі Волгоградської області Російської Федерації.
Населення становить 566 осіб. Входить до складу муніципального утворення Ковалівське сільське поселення.

## Історія
Село розташоване у межах українського історичного та культурного регіону Жовтий Клин.
Згідно із законом від 15 грудня 2004 року № 968-ОД  органом місцевого самоврядування є Ковалівське сільське поселення.

## Населення
| 2010 |
| ---- |
| 566  |